# Tetrabiblos
Le Tetrabiblos est un ouvrage sur l'astrologie écrit en grec par Ptolémée, qui fut traduit du grec en arabe, puis de l'arabe en latin.
Le Tetrabiblos est une encyclopédie compilant le savoir antique de l'étude de l'astrologie vue par les Gréco-Romains. C'est un ouvrage qui fait référence en matière d'astrologie. 

## Contenu de l'ouvrage

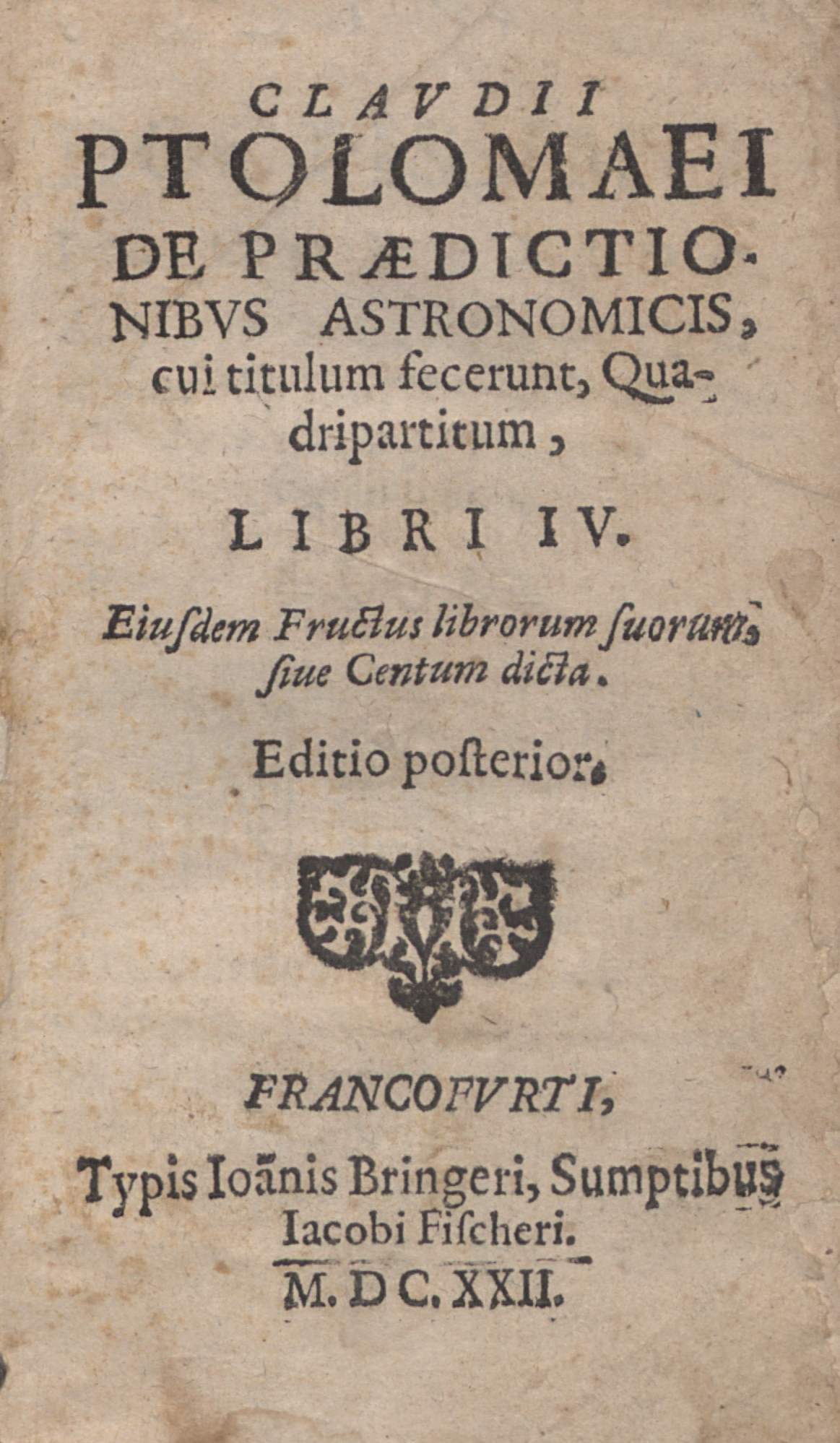
Quadripartitum, 1622

### Points saillants
Dans la première partie, Ptolémée effectue un plaidoyer pour l'astrologie (voir ci-dessous la section Citations). Le Tetrabiblos remplace ce qui était d'ordre mystique ou recourrait à la mythologie grecque par des facteurs d'explication physiques. C'est aussi sur le seul monde physique, et non sur le plan spirituel, que les astres ont une influence selon Ptolémée.

### Sommaire
Dans le livre I du Tetrabiblos, Ptolémée pose les bases de l'astrologie. Dans son Livre II, il traite d'astrologie mondiale. Les Livres III et IV sont consacrés à l'astrologie natale.

### Planètes et aspects
Pour l'interprétation, Ptolémée a mis l'accent sur les planètes (ne considérant pas que les seuls signes astrologiques, ce qui était l'autre méthode principale d'interprétation) et il expliquait leur influence astrologique par leurs relations avec les autres planètes (aspects) et avec l'horizon local.
De fait, le système de Ptolémée ne tenait compte que du Soleil, de la Lune, des cinq planètes visibles à l'œil nu – n'ont été découvertes que bien plus tard Uranus (en 1781), Neptune (en 1846) ainsi que Pluton (en 1930) – et des étoiles.
Le Tétrabiblos repose, pour la qualification des planètes, essentiellement sur la doctrine des quatre qualités élémentales : Ptolémée qualifie les planètes en termes de « chaud », « froid », « sec » et « humide », ce qui reste toujours une base de l'astrologie dite « savante ». Pour lui, les planètes « bénéfiques » (Jupiter, Vénus ainsi que la Lune) sont liées au principe humide, source de fécondité.

### Maisons et signes
Dans son Livre IV, quand Ptolémée (à travers ses traducteurs) parle de « maisons », il ne se réfère pas aux maisons astrologiques dans le sens admis aujourd'hui. Son système de division en « maisons » n'est autre que celui de la division en signes zodiacaux.  Quand il parle de « maisons des planètes », il entend par là les signes dont ces planètes ont la maîtrise :
- le Lion pour le Soleil
- le Cancer pour la Lune
- les Gémeaux et la Vierge pour Mercure
- le Taureau et la Balance pour Vénus
- le Bélier et le Scorpion pour Mars
- le Sagittaire et les Poissons pour Jupiter
- le Capricorne et le Verseau pour Saturne.

### Autres
Comme autres facteurs techniques, Ptolémée traite de la part de fortune, des directions primaires et secondaires ainsi que des révolutions solaires.

## Citations
« Il ne faut pas croire que tout arrive aux hommes par une cause céleste (...) 

Les choses inférieures changent par un destin naturel et muable, 

bien qu'elles prennent du ciel même les premières causes de leurs changements, 

lesquels leur arrivent après par quelque conséquence. »

— Claude Ptolémée

« Seuls les adversaires de l'astrologie sont restés ignorants du Tetrabiblos, continuant à porter sur cet art des critiques qui ne s'appliquent pas à la présentation que Ptolémée en a faite ou auxquelles il a précisément répondu. »

— Lynn Thorndike, A history of magic and experimental science, New York, Columbia University Press, 1923, vol. 1, p. 116.